# Епархия Латакунги
Епархия Латакунги (лат.  Dioecesis Latacungensis) — епархия Римско-католической церкви с центром в городе Латакунга в Эквадоре.

## Территория
Епархия включает в себя территорию провинции Котопахи в Эквадоре. Входит в состав митрополии Кито. Кафедральный собор Святого Викентия находится в городе Латакунга. Территория диоцеза разделена на 40 приходов. В епархии служат 58 священников (47 приходских и 11 монашествующих), 12 монахов, 85 монахинь.

## История
Епархия Латакунги была создана 5 декабря 1963 года на части архиепархии Кито буллой «Новый диоцез» (лат. Novam dioecesim) римского папы Павла VI.

## Ординарии
- Бениньо Чирибоха, S.J. (5.12.1963 — 3.12.1968);
- Хосе-Марио Руис-Навас (5.12.1968 — 6.8.1989, назначен епископом Портовьехо);
- Рауль-Ольгер Лопес-Майорга (18.6.1990 — 19.2.2003);
- Хосе-Викториано Наранхо-Товар (19.2.2003 — 30.11.2016, в отставке);
- Джованни Маурисио Пас Уртадо (30.11.2016 — по настоящее время).